# Nuoto per salvamento ai Giochi mondiali 2022
Le competizioni di nuoto per salvamento ai Giochi mondiali 2022 si sono svolte dal 10 all'11 luglio 2022 al Birmingham CrossPlex di Birmingham in Alabama, negli Stati Uniti d'America. L'evento era originariamente stato calendarizzato nel luglio 2021, ma i Giochi mondiali sono stati riprogrammati per l'anno successivo a seguito del rinvio dei Giochi olimpici estivi di Tokyo 2020, dovuto all'insorgere dell'emergenza sanitaria causata dalla pandemia di COVID-19.

## Podi

### Uomini
| Specialità                                      | Oro                                                                      | Argento                                                                   | Bronzo                                                                |
| 50 m trasporto manichino (dettagli)             | Danny Wieck                                                              | Francesco Ippolito                                                        | Joshua Perling                                                        |
| 100 m trasporto manichino con pinne (dettagli)  | Jan Malkowski                                                            | Fabio Pezzotti                                                            | Tim Brang                                                             |
| 100 m traino manichino con pinne (dettagli)     | Tim Brang                                                                | Javier Catalá                                                             | Alberto Turrado                                                       |
| 200 m nuoto ostacoli (dettagli)                 | Andreas Hansen                                                           | Francesco Ippolito                                                        | Enzo Nardozza                                                         |
| 200 m super lifesaver (dettagli)                | Francesco Ippolito                                                       | Kévin Lasserre                                                            | Federico Gilardi                                                      |
| Staffetta 4×25 m trasporto manichino (dettagli) | Germania Fabian Ende, Joshua Perling, Fabian Thorwesten, Danny Wieck     | Italia Mauro Ferro, Fabio Pezzotti, Francesco Ippolito, Simone Locchi     | Polonia Wojciech Kotowski, Adam Dubiel, Cezary Kępa, Hubert Nakielski |
| Staffetta 4×50 m ostacoli (dettagli)            | Ungheria Szebasztián Szabó, Bence Gyárfás, Krisztián Takács, Gábor Balog | Italia Mauro Ferro, Simone Locchi, Francesco Ippolito, Davide Marchese    | Giappone Naoya Hirano, Takahiro Itaba, Yoshiharu Takasu, Suguru Ando  |
| Staffetta 4×50 m mista (dettagli)               | Ungheria Krisztián Takács, Gábor Balog, Szebasztián Szabó, Bence Gyárfás | Italia Davide Marchese, Fabio Pezzotti, Simone Locchi, Francesco Ippolito | Germania Fabian Ende, Jan Malkowski, Danny Wieck, Fabian Thorwesten   |

### Donne
| Specialità                                      | Oro                                                                              | Argento                                                                     | Bronzo                                                                            |
| 50 m trasporto manichino (dettagli)             | Nina Holt                                                                        | Helene Giovanelli                                                           | Kerstin Lange                                                                     |
| 100 m trasporto manichino con pinne (dettagli)  | Undine Lauerwald                                                                 | Antía García                                                                | Nina Holt                                                                         |
| 100 m traino manichino con pinne (dettagli)     | Federica Volpini                                                                 | Paola Lanzilotti                                                            | Justine Weyders                                                                   |
| 200 m nuoto ostacoli (dettagli)                 | Nina Holt                                                                        | Anna Pirovano                                                               | Alicja Tchórz                                                                     |
| 200 m super lifesaver (dettagli)                | Magali Rousseau                                                                  | Paola Lanzilotti                                                            | Silvia Meschiari                                                                  |
| Staffetta 4×25 m trasporto manichino (dettagli) | Germania Undine Lauerwald, Nina Holt, Vivian Zander, Kerstin Lange               | Francia Ava Prêtre, Magali Rousseau, Leslie Belkacemi, Ludivine Blanc       | Belgio Sofie Boogaerts, Stefanie Lindekens, Nele Vanbuel, Aurélie Romanini        |
| Staffetta 4×50 m ostacoli (dettagli)            | Ungheria Petra Senánszky, Fanni Gyurinovics, Zsuzsanna Jakabos, Evelyn Verrasztó | Non assegnato                                                               | Italia Helene Giovanelli, Lucrezia Fabretti, Francesca Pasquino, Silvia Meschiari |
| Staffetta 4×50 m ostacoli (dettagli)            | Polonia Kornelia Fiedkiewicz, Klaudia Naziębło, Paula Żukowska, Alicja Tchórz    | Non assegnato                                                               | Italia Helene Giovanelli, Lucrezia Fabretti, Francesca Pasquino, Silvia Meschiari |
| Staffetta 4×50 m mista (dettagli)               | Germania Nina Holt, Vivian Zander, Kerstin Lange, Undine Lauerwald               | Ungheria Zsuzsanna Jakabos, Panna Ugrai, Fanni Gyurinovics, Petra Senánszky | Italia Helene Giovanelli, Lucrezia Fabretti, Francesca Pasquino, Federica Volpini |

## Medagliere
| Posiz. | Nazione   | Oro | Argento | Bronzo | Totale |
| ------ | --------- | --- | ------- | ------ | ------ |
| 1      | Germania  | 9   | 0       | 5      | 14     |
| 2      | Ungheria  | 3   | 1       | 0      | 4      |
| 3      | Italia    | 2   | 10      | 5      | 17     |
| 4      | Francia   | 1   | 2       | 1      | 4      |
| 5      | Polonia   | 1   | 0       | 2      | 3      |
| 6      | Danimarca | 1   | 0       | 0      | 1      |
| 7      | Spagna    | 0   | 2       | 1      | 3      |
| 8      | Belgio    | 0   | 0       | 1      | 1      |
| 8      | Giappone  | 0   | 0       | 1      | 1      |
| Totale | Totale    | 17  | 15      | 16     | 48     |